# Canthyporus petulans
Canthyporus petulans är en skalbaggsart som beskrevs av Guignot 1951. Canthyporus petulans ingår i släktet Canthyporus och familjen dykare. Inga underarter finns listade i Catalogue of Life.